# Xenicotela bimaculata
Xenicotela bimaculata är en skalbaggsart som först beskrevs av Maurice Pic 1925.  Xenicotela bimaculata ingår i släktet Xenicotela och familjen långhorningar. Inga underarter finns listade i Catalogue of Life.